# Original Gangsters
Original Gangsters, förkortning OG, är ett kriminellt gäng med bas i Göteborg som också har medlemmar i bland annat Stockholm, Halmstad, Borås, Jönköping, Södertälje, Vingåker och Malmö. Ledare och grundare av verksamheten är Denho Acar. Antalet medlemmar är 37; gängets egna uppgifter på ett hundratal aktiva tillbakavisades i februari 2009 av polisen.

## Organisation
Original Gangsters bildades i Bergsjön, Göteborg 1993 av Denho Acar (alias "Dano" el. "Djingis Khan") och två av dennes barndomsvänner. Enligt Denho Acar själv har de ett hundratal medlemmar. Men enligt Tommy Hydfors vid Rikskriminalpolisen uppskattas antalet medlemmar till ett trettiotal, med ytterligare ett femtiotal medlemmar i fängelse.  Beviset på medlemskap var tidigare en tatuering med gängets symbol, som inspirerats av den assyriska flaggan och visar bokstäverna "OG" i mitten av en sol, men det finns inget krav på detta längre.
Gänget har skriftliga regler som föreskriver att alla medlemmar och provmedlemmar måste betala en avgift på 1 000 kronor i månaden till gänget, varav hälften går till ledaren Denho Acar och organisationen och den andra hälften går till en kassa som används för att stödja gängmedlemmar i fängelse. 

### Denho Acar
Denho Acar, OG:s grundare och ledare, föddes i staden Midyat i Turkiet 1974 och är etniskt assyrier/syrianer. Hans föräldrar tillhörde landets assyriska/syrianska minoritet och flyttade till Göteborgsförorten Bergsjön 1985. Acar har själv berättat om hur han begick brott redan som barn. 1991 stod han inför rätta för första gången, för två fall av misshandel och brott mot knivlagen. 1993 var han med och startade OG, och 1994 dömdes han i Danmark till fängelse för första gången efter ett grovt väpnat rån. Sedan dess har han dömts flera gånger för olika brott; 1997 dömdes han i Göteborg till 5 års fängelse för ett postrån i Olofstorp. 1998 dömdes han i Kalmar till två månaders fängelse för hot mot tjänsteman och 2001 dömdes han i Södertälje till sex års fängelse för grovt rån.
Denho Acar flydde 2007 till turistorten Marmaris i Turkiet eftersom han efterlystes för mordbrand. Misstankarna gällde anstiftan till grov mordbrand på Vasagatan i Göteborg efter ett brandattentat då en brandbomb kastades mot Café Vasa 2006. Anstiftan till två fall av grov utpressning 2009; mot en familj i Strömstad och mot en företagare i Åtvidaberg samt allmänfarlig ödeläggelse på Södermalm 2009 efter att en bomb exploderade utanför en kvinnlig TV4-journalists lägenhet. 
Acar kan inte utvisas till Sverige eftersom han är turkisk medborgare. Han har i Turkiet tagit värvning och gjort värnplikt i den turkiska armén. Acar har också åtalats för urkundsförfalskning i Turkiet eftersom han använde ett falskt svenskt pass för att ta sig in i landet.[källa behövs]
I januari 2008 berättade Acar öppet om sitt kriminella leverne i televisionsprogrammet Uppdrag granskning, vilket ledde till att Göteborgspolisen begärde att hans permanenta uppehållstillstånd, som han hade haft sedan ankomsten till Sverige 1985, skulle dras in. Detta skedde i augusti samma år.
I början av 2009 meddelades det att Denho Acar lämnar över den formella ledningen för Original Gangsters i Sverige till gängets tidigare vicepresident Geofrey Kitutu. Enligt uppgift ska Acar istället verka som ledare för OG i Europa, eftersom gänget håller på att sprida sin verksamhet till Norge, Tyskland, England, och Nederländerna.[källa behövs]
Han var under flera år internationellt efterlyst, men svensk åklagare drog tillbaka efterlysningen när man kom överens med turkiska myndigheter om att rättegången i stället skulle hållas där. Vid den slutliga rättegången som hölls 13 juli 2018 beslutade domstolen i Izmir att fria honom från samtliga åtalspunkter i brist på tillräckliga bevis. Han ansökte därefter om att åter få svenska uppehållstillstånd men nekas detta av Migrationsverket.

## Kriminell verksamhet
OG är en multikriminell organisation och medlemmarna har gjort sig skyldiga till mängder av fall av  rån, utpressning och narkotikabrott. Även spel på uppgjorda tennismatcher och intertoto-fotbollsmatcher förekommer. Det är dock gängets våldsamhet som väckt störst uppmärksamhet, OG-medlemmarna skaffar sig ofta vapen och gjorde sig tidigt kända hos polisen som ovanligt besvärliga att ha att göra med. Inte minst har ligans benägenhet till konfrontationer med andra kriminella lett till våldsamheter.

### Konflikt med Naserligan
Första gången OG hamnade i väpnad konflikt var 2000, med ett kriminellt nätverk känt som Naserligan. Striden handlade dels om kriminella marknadsandelar - exempelvis om en illegal spelklubb på Friggagatan i Göteborg - men inleddes redan tidigare genom ett bråk mellan Naserligans ledare och OG:s dåvarande vicepresident. 1996 hade OG-mannen knivhuggit två albanska ordningsvakter och när han släpptes ur fängelset i februari 2000 gick rykten om att det kriminella nätverket tänkte hämnas. I maj 2000 bröt vild skottlossning ut mellan ligorna utanför spelklubben på Friggagatan, och två personer i OG skottskadades.
Hämnden, den 4 juli 2001, blev våldsam. Mitt bland hundratals badande på Näsets badplats i Göteborg drabbade ligorna samman i ett skottdrama med ett stort antal gängmedlemmar inblandade. En person i Naserligan skadades i bröstet.
Våldsdåden i Göteborg fortsatte under sommaren med bomber och skottlossning, bland annat fick en oskyldig 37-årig man livshotande skador när han råkade befinna sig på en krog som blev skådeplats för en uppgörelse. Händelsen på badplatsen hade dock resulterat i att myndigheterna på allvar fick upp ögonen för vad som pågick och beslöt att ta krafttag. Ett år senare hade mer än tvåhundra gripanden gjorts och ett femtiotal vapen beslagtagits. Polisens hårda insats gjorde att de båda ligorna beslöt att sluta fred.

### Konflikt med Bandidos och X-team
2002 hamnade OG i krig med mc-gänget Bandidos supporterklubb X-team. Upprinnelsen var ett krogbråk den 15 juni, egentligen inte mellan OG och X-team utan mellan de båda ligaledarnas yngre bröder. Denho Acars yngre bror berättade om bråket för en av OG:s mest våldsamma medlemmar, Goran Kotaran, som blev rasande och beslöt att mörda X-teams ledare.
Goran Kotaran gav sig kvällen därpå till X-team-ledarens lägenhet. Utifrån rabatten sköt han med åtta skott ihjäl en person han såg i vardagsrummet. Det var dock inte ledaren utan dennes yngre bror, alltså samma person som varit i bråk kvällen innan. Kotaran dömdes till rättspsykiatrisk vård men satt bara i tre dagar innan han skrevs ut. Omedelbart därefter greps han för ett mord han begått i januari 2002 och dömdes återigen till rättspsykiatrisk vård. Efter nio månader släpptes han och utvisades till sitt hemland Bosnien–Hercegovina. Den korta tid Kotaran fick sitta inlåst upprörde många och lagstiftningen fick hård kritik. Kotaran sitter idag i fängelse i Bosnien för tre mord där. Enligt vittnen har han sagt sig ligga bakom mer än tio mord i Sverige, vilket skulle göra honom till en av Sveriges värsta seriemördare.
Efter mordet på X-teamledarens yngre bror följde en serie våldsdåd mellan OG och X-team. Bland annat skedde flera fall av skottlossning, en handgranat kastades in i en av X-teams lokaler och en bomb hittades på en av OG:s stamkrogar i Kortedala. Polisen ingrep ännu en gång med kraft och under 2004 dömdes 70 kriminella gängmedlemmar i Västsverige till sammanlagt 171 års fängelse, enligt polisen. Under 2005 slöt OG och X-team fred, i samband med att X-team uppgraderades till fullvärdig Bandidosklubb.
Lugnet skulle dock inte vara för evigt. I juli 2007 misshandlades OG:s medlem Wojtek Walczak av Bandidos-medlemmar i Halmstad. I september kom hämnden, också i Halmstad. Bandidos och OG festade på varsin nattklubb i staden och en Bandidossympatisör som kom ivägen för OG-medlemmarna misshandlades med kniv och batong. Wojtek Walczak och en 24-årig OG-medlem dömdes i januari 2008 för misshandeln.
Efter att en OG-medlem i fängelse misshandlats av X-teammedlemmar lämnade Walczak i april 2008 in en JO-anmälan. Han skyllde bråket på kriminalvården som placerat OG-medlemmen bland Bandidossympatisörer, och krävde att OG-medlemmar skulle placeras tillsammans på en avdelning istället för att spridas ut på olika anstalter.
Den 23 december 2009 dömdes Geofrey Kitutu, Sverigechef för Original Gangsters, till nio års fängelse för rån, försök till utpressning, olovlig befattning med falska pengar, olovlig körning, grovt narkotikabrott samt dopingbrott.

## Organisationen hånas på internet
Hösten 2010 dök en internetsajt upp, där Original Gangsters och i synnerhet ledargestalten Denho Acar hånas och förlöjligas. Tidigare under året har Original Gangsters jagat en person som hånat dem på youtube, och utlyst en belöning på 20000 kr till den som informerar om satirikerns namn. 